# 男はいらない
『男はいらない』（おとこはいらない）は、1994年10月20日から12月15日まで日本テレビ系列で毎週木曜21:00 - 21:54（JST）に放送されたテレビドラマ。

## 概要
ビル清掃会社「クリーンコスモス」を舞台にした。

## キャスト
- 向井トキ子：泉ピン子

女手一つで娘の佑希を育てて、清掃会社社長と探偵業も行う元気な女性。年頃の佑希が心配なあまり、彼女の部屋に盗聴器を仕掛けて喧嘩になってしまう。
- 向井佑希：松雪泰子

トキ子の娘。母が自室に盗聴器を仕掛けた事を知り喧嘩になる。
- 向井千鶴：赤木春恵

佑希の祖母。
- 守口正人：湯江健幸
- 守口花子：宮川花子
- 佐竹しのぶ：奈良富士子
- 中島明子：高橋里華
- 石川：三上直也
- 笠井：久米明
- 向井鷹雄：西郷輝彦
- 藪沢洋一：渡瀬恒彦

## テーマ曲
- 「素顔のまま」高林未来

## スタッフ
- 脚本：布施博一、金谷祐子
- 音楽：中川俊郎
- プロデュース：藤井裕也、小林俊一
- 演出：小林俊一、階堂昌和、日名子雅彦
- 制作：よみうりテレビ、彩の会

## サブタイトル
1. エッ盗聴器まで使うの!
2. こんな関係イヤ
3. 好きならハッキリ言って!
4. やっぱり愛よりお金!
5. 運命の出会い
6. 奇妙な同居
7. 涙のバースデーケーキ
8. 突然の別れ
9. 最終回スペシャル 危機一髪 姑vs嫁vs娘・女三人最後の闘い!